# Askawachi pulcher
Genre
Espèce
Synonymes
- Punrunata pulchra Soares & Soares, 1979

Askawachi pulcher, unique représentant du genre Askawachi, est une espèce d'opilions laniatores de la famille des Askawachidae.

## Distribution
Cette espèce est endémique de la région de Cuzco au Pérou. Elle se rencontre vers Ollantaytambo.

## Description
Le mâle holotype mesure 5,50 mm.

## Systématique et taxinomie
Cette espèce a été décrite sous le protonyme Punrunata pulchra par Soares et Soares en 1979. Elle est placée dans le genre Askawachi par Kury et Carvalho en 2020.

## Publications originales
- Soares & Soares, 1979 : « Opera Opiliologica Varia XII (Opiliones, Gonyleptidae, Pachylinae). » Revista Brasileira de Biologia, vol. 39, p. 393–399.
- Kury & Carvalho, 2020 : « Expansion of the MECO clade (Grassatores: Microsetata). » WCO-Lite: online world catalogue of harvestmen (Arachnida, Opiliones). Version 1.0 — Checklist of all valid nomina in Opiliones with authors and dates of publication up to 2018, Rio de Janeiro, p. 55–56.